# Narella laxa
Narella laxa is een zachte koraalsoort uit de familie Primnoidae. De koraalsoort komt uit het geslacht Narella. De wetenschappelijke naam van de soort werd in 1936 gepubliceerd door Elisabeth Deichmann.